# Reichsschule Valkenburg

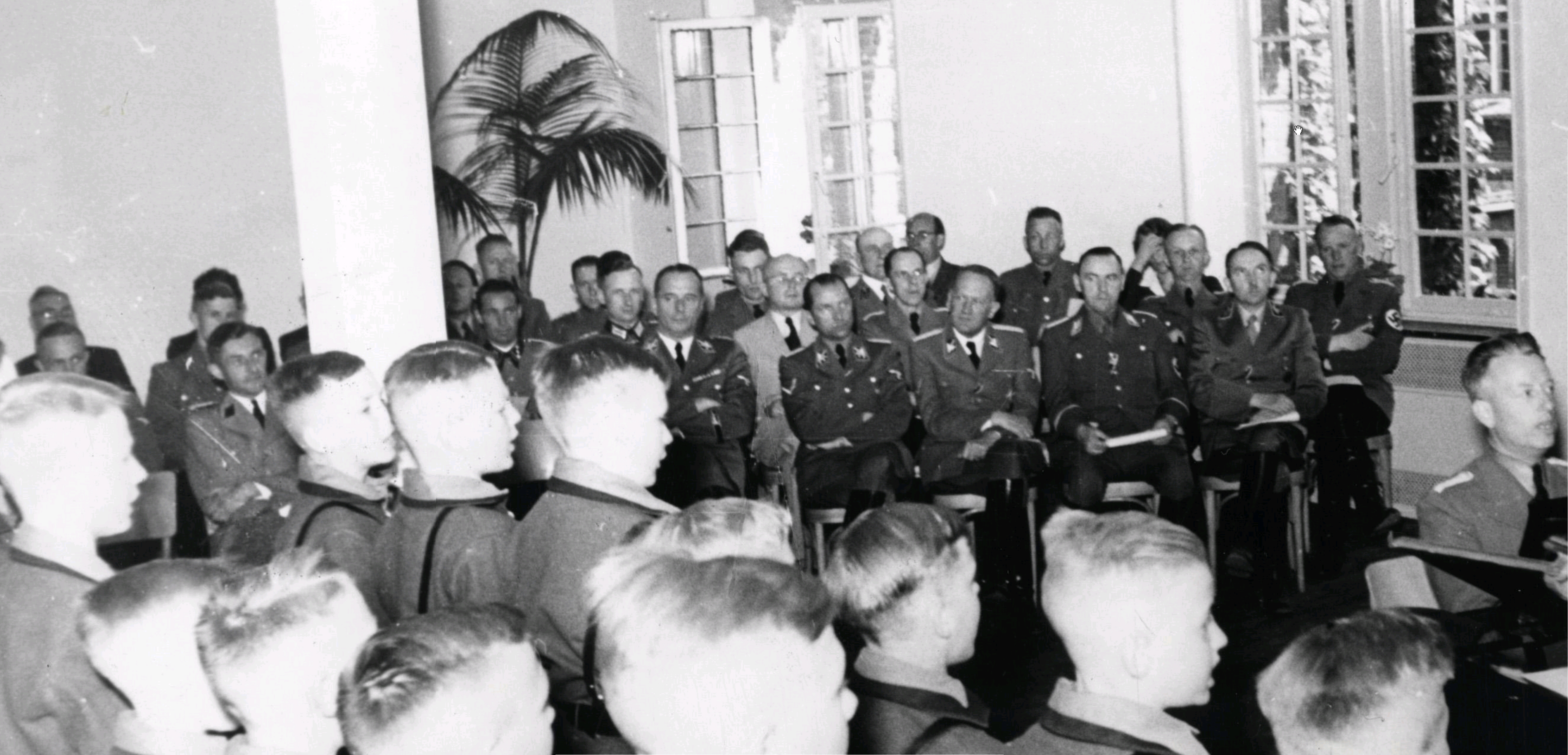
SS-officieren luisteren naar zingende pupillen van de Reichsschule Valkenburg, 6 juli 1943

Reichsschule Valkenburg was een in 1942 in Valkenburg (Limburg) door de SS opgericht opleidingsinstituut dat tot doel had jeugdige (Nederlandse) leerlingen voor leidende posities binnen het Groot-Germaanse Rijk op te leiden.
Vanaf 1933 werden tientallen nationaalsocialistische elitescholen voor middelbare scholieren als internaten opgericht, de zogenaamde Napola´s (Nationalpolitische Lehranstalten) en NPEA's (Nationalpolitische Erziehungsanstalten) Hier werden de leerlingen opgeleid tot "politieke soldaten", die toekomstige militaire en bestuurlijke elite van het Derde Rijk moesten gaan vormen.
De Duitse bezetter wilde ook in Nederland de kinderen van NSB’ers en andere pro-Duits gezinden rekruteren door ze op te leiden volgens de normen van het nationaalsocialistische gedachtegoed en liet daarom in september 1941 in Schaarsbergen de Nederlandse Inrichting voor Volksche Opvoeding (NIVO) voor jongens oprichten, Reichsschule Koningsheide. Al snel bleek, dat de opleiding niet voldeed aan de maatstaven die de bezetter hanteerde: te veel op Nederland gericht en te weinig discipline. Daarom werd met steun van Rauter dicht bij Duitsland, in Valkenburg, de eerste Reichsschule für Jungen - Reichsschule Valkenburg - opgericht, gevestigd in het Jezuïetenklooster, waaruit kort daarvoor de Jezuïeten verdreven waren, en onder auspiciën van Himmlers SS. Voor meisjes werd de Reichsschule für Mädel - Reichsschule Heythuysen - opgericht in het nabij gelegen Heythuysen bij Roermond. Beide scholen werden geopend op 1 september 1942. Vanuit de NSB-visie werd deze ontwikkeling echter met argwaan tegemoet gezien.
De selectie was zwaar: de honderden kandidaten werden niet alleen op hun schoolprestaties en lichamelijke capaciteiten beoordeeld, maar ook op de juiste Arische raskenmerken, zoals lengte, rankheid, blond haar, blauwe ogen, bepaalde afmetingen van het hoofd, tonen van moed of uitblinkende lichamelijke of geestelijke prestaties of door bepaalde mate van kunstzinnigheid. De minimum toelatingsleeftijd was 10 jaar. De keuring werd verricht door Rauters Rasse- und Siedlungsführer H. Aust. Er gold een proeftijd van een jaar. De duur van de opleiding zou 8 jaar bedragen en gelijkstaan aan de HBS/gymnasiumopleiding, waardoor toelating tot het hoger onderwijs mogelijk zou zijn.
Naast de gebruikelijke schoolvakken, zoals Duits, Engels, Nederlands, Latijn, desgewenst Frans, geschiedenis, aardrijkskunde, muziek, wis- en natuurkunde, werd veel aandacht besteed aan politieke vorming en veel lichamelijke opvoeding. De leerlingen moesten werden opgeleid om te voldoen aan de normen door Hitler gesteld: slank en rank zijn, zo snel als windhonden, zo taai als leer en zo hard als Krupp-staal. Ook aan creativiteit werd aandacht besteed door deelname aan een zangkoor en het bespelen van een muziekinstrument. De leerlingen droegen een uniform met hoofddeksel, dat ze, evenals de hen verstrekte schoenen, zelf moesten onderhouden. Er werd niet van leraren gesproken, maar van opvoeders.
De voertaal was Duits en om de Duitse invloed groter te maken werd onderwijsleider Ernst Debusmann met een groep Duitse leerlingen van de Napola in Bensberg aangetrokken. De eerste lichting betrof 66 Duitse en 57 Nederlandse jongens. De leraren waren van Duitse of Nederlandse afkomst. Sommigen hadden geheel naar de Napola-traditie bij de Waffen-SS gediend. De beste opvoeders werden degenen geacht die aan het front hadden gediend. Er werd strikte discipline bijgebracht; geen kritische vragen stellen, opdrachten opvolgen, geen tegenspraak. Emotionele zaken, zoals heimwee, waren bespreekbaar met een zogenaamde 'Heimmutter'. Zij bracht de leerlingen ook bij hoe hun kleding te wassen en knopen aan te naaien.
Dat er van Duitse zijde groot belang werd gehecht aan de opleiding aan deze school bleek uit het bezoek van SS-Obergruppenführer Hanns Albin Rauter, SS-Obergruppenführer August Heißmeyer en SS-Brigadeführer Friedrich Wimmer op 6 juli 1943.
De school werd in 1944, wegens voortdurende luchtaanvallen in de directe omgeving en de dreiging van de in september 1944 vanuit het zuiden oprukkende geallieerde troepen richting de Nederlandse grens, verplaatst en opgenomen in de Napola in Schloß Bensberg bij Keulen.
In 1944 waren er verregaande plannen voor de oprichting van een tweede Reichsschule voor jongens in Apeldoorn en op langere termijn zou er een Reichsschule dienen te komen in elke Nederlandse provincie.